# Mistrzostwa Świata w Strzelaniu do Rzutków 1985
Mistrzostwa Świata w Strzelaniu do Rzutków 1985 – szesnaste mistrzostwa świata w strzelaniu tylko do rzutków. Rozegrano je po raz kolejny we włoskim Montecatini.
Przeprowadzono wówczas cztery konkurencje dla mężczyzn i tyleż samo konkurencji żeńskich. W klasyfikacji medalowej zwyciężyli reprezentanci Chin (za sprawą medali w konkurencjach kobiet).

## Klasyfikacja medalowa
Gospodarze mistrzostw
| Pozycja | Kraj              | Złoto | Srebro | Brąz | Łącznie |
| ------- | ----------------- | ----- | ------ | ---- | ------- |
| 1       | Chiny             | 3     | 1      | 1    | 5       |
| 2       | Stany Zjednoczone | 2     | 1      | 1    | 4       |
| 3       | Włochy            | 1     | 3      | 1    | 5       |
| 4       | Czechosłowacja    | 1     | 0      | 2    | 3       |
| 5       | NRD               | 1     | 0      | 0    | 1       |
| 6       | ZSRR              | 0     | 2      | 1    | 3       |
| 7       | Korea Północna    | 0     | 1      | 0    | 1       |
| 7       | Szwecja           | 0     | 1      | 0    | 1       |
| 9       | Kanada            | 0     | 0      | 1    | 1       |

## Wyniki

### Mężczyźni
| Konkurencja      | Złoto                                                             | Wynik    | Srebro                                                             | Wynik    | Brąz                                                                     | Wynik         |
| Skeet            | Bernhard Hochwald                                                 | 196 pkt. | Sin Nam-Ho Björn Thorwaldson                                       | 195 pkt. | Nie przyznano                                                            | Nie przyznano |
| Skeet, drużynowo | Stany Zjednoczone · Dean Clark · Joseph Dickson · Michael Schmidt | 433 pkt. | Włochy · Andrea Benelli · Celso Giardini · Luca Scribani Rossi     | 433 pkt. | Czechosłowacja · Luboš Adamec · Bronislav Bechyňský · Stanislav Klofonda | 432 pkt.      |
| Trap             | Miroslav Bednařík                                                 | 197 pkt. | Daniele Cioni                                                      | 196 pkt. | Ołeksandr Ławrinenko                                                     | 194 pkt.      |
| Trap, drużynowo  | Włochy · Silvano Basagni · Daniele Cioni · Luciano Giovannetti    | 434 pkt. | ZSRR · Aleksandr Asanow · Rustam Jambułatow · Ołeksandr Ławrinenko | 428 pkt. | Czechosłowacja · Miroslav Bednařík · Josef Macháň · Jindřich Paroubek    | 428 pkt.      |

### Kobiety
| Konkurencja      | Złoto                                    | Wynik    | Srebro                                                       | Wynik    | Brąz                                                            | Wynik    |
| Skeet            | Terry Carlisle                           | 190 pkt. | Liu Ling                                                     | 185 pkt. | Shao Weiping                                                    | 184 pkt. |
| Skeet, drużynowo | Chiny · Liu Ling · Shao Weiping · Wu Jie | 412 pkt. | Stany Zjednoczone · Terry Carlisle · Ellen Dryke · Eva Funes | 405 pkt. | Włochy · Rossane Bernardini · Sonja Garagnani · Bianca Hansberg | 386 pkt. |
| Trap             | Li Li                                    | 188 pkt. | Jelena Szyszyrina                                            | 182 pkt. | Frances Strodtman                                               | 176 pkt. |
| Trap, drużynowo  | Chiny · Gao E · Li Li · Wang Yujin       | 383 pkt. | Włochy · Pia Baldisserri · Wanda Gentiletti · Paola Tattini  | 377 pkt. | Kanada · Susan Nattrass · Anne McGarvey · Lisa Salt             | 366 pkt. |